# Герой нашего времени (балет)
Геро́й на́шего вре́мени — балет Ильи Демуцкого, в 3 действиях, 15 картинах с эпилогом на либретто Кирилла Серебренникова по одноимённому роману М. Ю. Лермонтова

## История создания
Для написания музыки хореограф Юрий Посохов изначально пригласил композитора Юрия Красавина, но его музыка не понравилась Кириллу Серебренникову — автору либретто и режиссёру-постановщику. После месяцев поисков Посохов и Серебренников выбрали молодого композитора Илью Демуцкого, работа которого над партитурой активно освещалась в прессе.
В основу либретто легли некоторые главы из романа Михаила Юрьевича Лермонтова «Герой нашего времени» — «Тамань», «Княжна Мери» и «Бэла».
Премьера состоялась 22 июля 2015 года в Большом театре, одну из главных ролей исполнила прима-балерина, народная артистка России Светлана Захарова.

## Структура

### Первое действие «Бэла»

#### Картина 1
Печорин один.

#### Картина 2
Праздник. Горцы, Печорин, Казбич.
Явление Бэлы. Печорин похищает Бэлу.

#### Картина 3
Бэла у Печорина. Бэла счастлива.
Возвращается Печорин. Он равнодушен к своей пленнице. Сердце Бэлы разбито.

#### Картина 4
Горцы. Казбич. Смерть Бэлы.

### Второе действие «Тамань»

#### Картина 1
Печорин приезжает в Тамань.

#### Картина 2
Таинственный дом на берегу моря. Ветер. Печорин, Старуха, Слепой.
Явление Ундины. Печорин влюбляется в красавицу Ундину. Ундина исчезает. Печорин остается один и засыпает.

#### Картина 3
Сон Печорина. Марш нечисти.
Снова появляется Ундина. Кричат чайки.
Любовный дуэт Печорина и Ундины. Ундина заманивает Печорина в море. Ундина пытается утопить Печорина. Борьба. Печорину удается спастись.

#### Картина 4
Печорин безуспешно пытается найти Ундину.
Печорин, Старуха, Слепой.

#### Картина 5
Ночь. Берег моря. Контрабандисты.
Явление Янко, главаря контрабандистов и жениха Ундины.
Янко, Ундина, Слепой. Бегство Ундины и Янко. Слепой и Печорин остаются в одиночестве.

### Третье действие «Княжна Мери»

#### Картина 1
Соло Печорина.

#### Картина 2
«Водяное» общество. Процедуры, тренажеры, бювет.
Появление Грушницкого с инвалидами. Встреча Грушницкого и Печорина. Явление Мери. Печорин видит, что Грушницкий влюблен в Мери.
Явление Веры. Печорин и Вера. Мери помогает Грушницкому, который, пытаясь привлечь к себе её внимание, притворяется раненым. Печорин высмеивает Грушницкого. Тот в бешенстве.
Печорин и Мери остаются наедине. Мери попадает под чары Печорина. Грушницкий ревнует.

#### Картина 3
Мужской клуб. Грушницкий жалуется на поведение Печорина. Ему кажется, что Печорин отобьет у него возлюбленную.
Начинается бал. Полонез. Вальс. Полька. Печорин танцует с Мери.
Ссора Грушницкого и Печорина. Грушницкий вызывает Печорина на дуэль.

#### Картина 4
Письмо Веры. Печорин и Вера.

#### Картина 5
Печорин и Грушницкий перед дуэлью. Каждый думает о своем. Появляются секунданты. Готовят дуэль. Печорин и Грушницкий меняются пистолетами.
Дуэль. Выстрел. Грушницкий убит. Появляется Вера.

#### Картина 6
Печорин понимает, что убил на дуэли друга. Муки совести. Мери опозорена. Печорин, Мери, Вера.

#### Эпилог
Печорин. Печорин. Печорин.

## Действующие лица

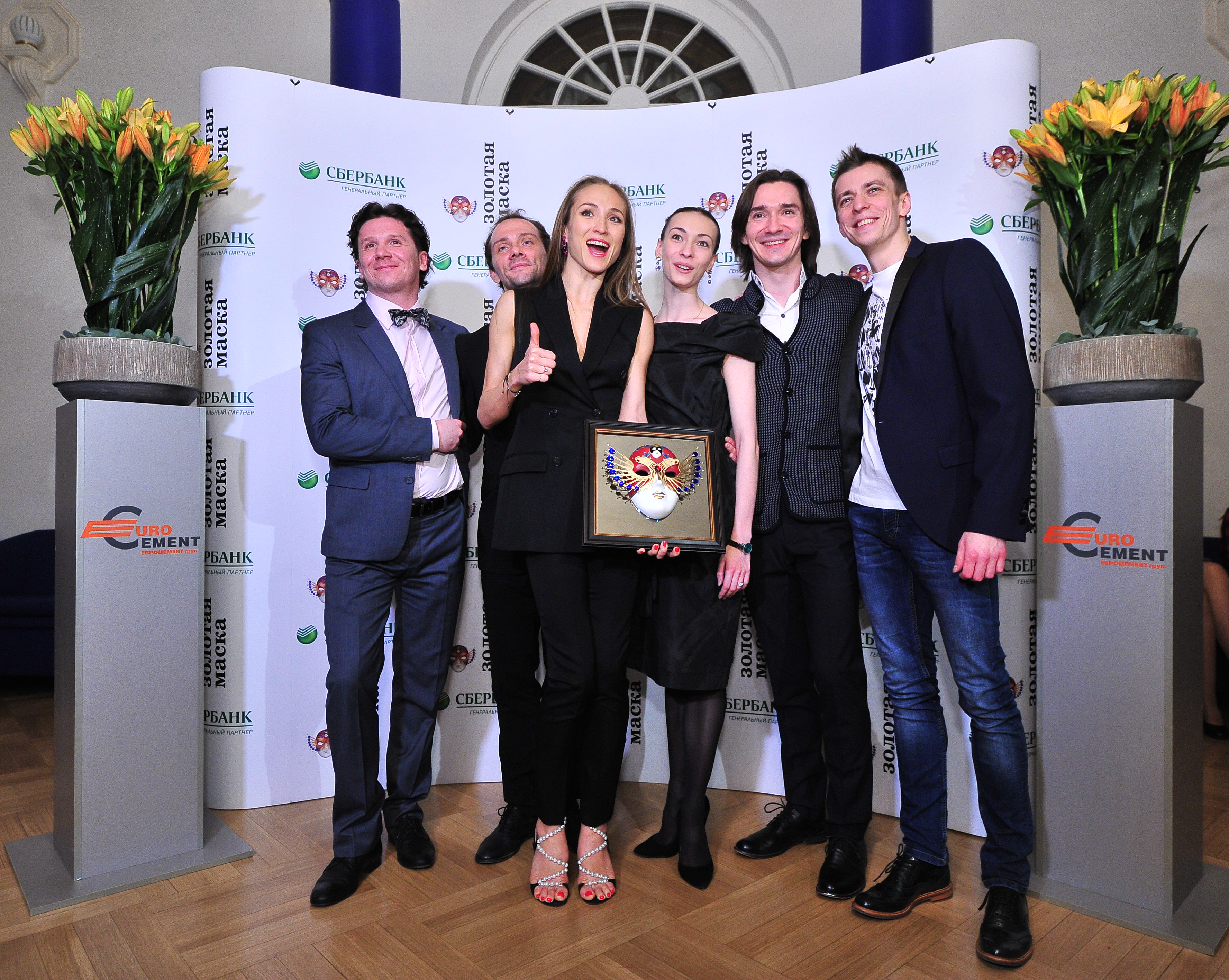
Артисты Большого театра Вячеслав Лопатин, Екатерина Шипулина, Ольга Смирнова, Владислав Лантратов, Денис Савин на церемонии награждения премии «Золотая маска», 16 апреля 2016.

- Печорин
- Бэла
- Мери
- Вера
- Ундина
- Грушницкий
- Старуха/Янко
- Казбич
- Мамаша Мери
- Два горца
- Горцы
- Слепой мальчик
- Контрабандисты
- Мамаши
- Дама
- Старшая медсестра
- Медсестры
- Господин
- Доктор
- Санитары
- Барышни
- Офицеры
- Солдаты-инвалиды
- Вокальное соло — тенор
- Вокальное соло — сопрано
- Вокальное соло — меццо-мопрано

## Постановки
- 22 июля 2015 года — Большой театр. Режиссёр и художник — Кирилл Серебренников, Хореограф-постановщик Юрий Посохов. Печорин — Игорь Цвирко/Артём Овчаренко/Руслан Скворцов, Бэла — Ольга Смирнова, Ундина — Екатерина Шипулина, Мери — Светлана Захарова[3].

## Награды
- 2016 — «Золотая маска» — Конкурс спектаклей балета — Лучший спектакль балета.
- 17 мая 2016 — хореограф балета Юрий Посохов получил за эту постановку приз «Бенуа танца».